# Ika
 Ovo je glavno značenje pojma Ika. Za druga značenja pogledajte Ika (razdvojba).
Ika je staro ribarsko mjesto i ljetovalište u sastavu Opatije u Primorsko-goranskoj županiji

## Zemljopisni položaj
Ika se nalazi na padinama Učke i spada u mjesta opatijske rivijere, a nalazi se svega 1 km od poznate nautičke marine Ičići. 
Zahvaljujući Istarskom ipsilonu ovo pitoreskno mjesto više se ne nalazi na glavnoj Jadranskoj prometnici mnogi[nedostaje izvor] smatraju veliki plusom za miran odmor nadomak puno razvikanijim turističkim središtima u bližoj okolici.

## Povijest
Iako se Ika prvi puta spominje puno prije XIX st. mjesto svoj procvat doživljava u prijelazu sa XIX st. na XX st. zahvaljujući procvatu turizma u okolnim turističkim središtima.

## Gospodarstvo
Gospodarstvo u Iki zasniva se prvenstveno na turizmu, ali i na Fakultetu za turistički i hotelski menagement koji je smješten u mjestu.

## Stanovništvo
U Iki živi oko 474 stanovnika (2001.), većinom Hrvata katoličke vjeroispovjesti. [nedostaje izvor]
| broj stanovnika |       |       | 610   | 233   | 309   | 361   |       |       | 180   | 299   | 390   | 412   | 553   | 477   | 474   | 377   | 295   |
|                 | 1857. | 1869. | 1880. | 1890. | 1900. | 1910. | 1921. | 1931. | 1948. | 1953. | 1961. | 1971. | 1981. | 1991. | 2001. | 2011. | 2021. |